# Brule Point (półwysep w Nowej Szkocji)
Brule Point – półwysep (point) w kanadyjskiej prowincji Nowa Szkocja, w hrabstwie Colchester, wysunięty w zatokę Brule Harbour, na jej wschodnim brzegu; nazwa urzędowo zatwierdzona 24 marca 1976 (pierwotnie, od 6 lutego 1967 do tej pierwszej daty, miano Brule Point odnosiło się jedynie do obecnego przylądka Weatherbies Point).